# Solange Michel
Solange Boulesteix, coneguda artísticament com a Solange Michel, (París, França, 27 de novembre de 1912 – Bourges, França, 15 de desembre de 2010) fou una mezzosoprano francesa que va treballar en concerts, recitals i sobretot òpera, dels anys 1930 fins als anys 1970. Se l'associa particularment al gran repertori de l'òpera francesa. Va ser una de les més grans intèrprets a França en la post-guerra (Segona Guerra Mundial) del paper protagonista de l'òpera Carmen de Georges Bizet.

## Biografia
Solange Michel fou alumne de Thomas-Salignac i d'André Gresse al Conservatori de París. Va ser cantant de concert al començament de la seva carrera, fent-se sentir per primer cop a la ràdio l'any 1936, i va fer els seus començaments en escenari l'any 1942, en el paper de Charlotte de l'òpera Werther de Jules Massenet.
L'any 1945 va prendre el nom artístic de Solange Michel i va entrar a formar part de l'elenc de l'Opéra-Comique de París, on va debutar en juliol de 1946 a Mignon d'Ambroise Thomas. Poc després va ser convidada per l'Òpera de París, on s'imposarà ràpidament com la primera mezzosoprano de la seva època. La seva interpretació de Carmen és avui considerada com un clàssic. Entre els seus altres papers destacats es troben els de Charlotte, Dalila en Samson et Dalila de Camille Sant-Saëns, Geneviève en Pelléas et Mélisande de Debussy, Marguerite en La Damnation de Faust de Berlioz i el paper principal de Orfeu i Eurídice de Gluck. Va estrenar també algunes obres, com ara L'ultimo selvaggio de Gian Carlo Menotti, l'any 1963.
Va ser convidada a nivell internacional per diversos teatres d'òpera prestigiosos, com ara el Covent Garden de Londres, La Scala de Milà, el Teatro San Carlo de Nàpols, el Gran Teatre del Liceu de Barcelona i el Teatro Colón de Buenos Aires, a més de a les ciutats d'Amsterdam, Brussel·les, Madrid, Lisboa i altres. Al Liceu barcelonès va participar el 25 de desembre de 1952 en Carmen, fent el paper principal, i el gener de 1959 en Mignon. Va debutar als Estats Units d'Amèrica el 1951 fent Carmen, a l'Òpera d'Estiu de Cincinnati.
Solange Michel va ser també una apreciada cantant de recitals, oferint el seu darrer concert a Besançon l'any 1978.
Va participar en nombrosos enregistraments, sent un dels més coneguts un enregistrament de Carmen, al costat de Raoul Jobin, i un de Faust de Charles Gounod, en el paper de Marthe, tots dos enregistraments dirigits per André Cluytens.